# Ostatni brzeg (powieść)
Ostatni brzeg – postapokaliptyczna powieść brytyjsko-australijskiego autora Nevila Shute’a. Powieść przedstawia ostatnie miesiące życia ludzi osiadłych w Australii po wojnie nuklearnej, która objęła swoim zasięgiem całą północną półkulę. W momencie rozpoczęcia powieści Australia jest jednym z nielicznych miejsc wolnych od pyłu promieniotwórczego.

## Czas akcji
Od 27 grudnia 1962 do końca sierpnia 1963.

## Główni bohaterowie
- Peter Holmes – Australijczyk, porucznik Australijskiej Królewskiej Marynarki Wojennej, mąż Mary, ojciec Jennifer, mianowany oficerem łącznikowym na okręcie podwodnym US Navy „Skorpion”, uczestniczy w dwóch rejsach „Skorpiona”, po przyjściu radioaktywnego pyłu usypia zastrzykiem córkę i popełnia samobójstwo, połykając tabletkę.
- Mary Holmes – Australijka, żona Petera Holmesa, matka Jennifer Holmes, bardzo opiekuńcza, po przyjściu radioaktywnego pyłu popełnia samobójstwo, połykając tabletkę.
- Dwight Towers – Amerykanin, lat 33, anglikanin, kapitan okrętu podwodnego Stanów Zjednoczonych „Skorpion”, przed wojną mąż Sharon, ojciec Helen i Dwighta Juniora, zamieszkały w Mystic w Connecticut, po wojnie wdowiec. Przebywając w Australii poznaje Moirę Davidson i zaprzyjaźnia się z nią, uczestniczy w dwóch rejsach „Skorpiona”, po przyjściu radioaktywnego pyłu zatapia okręt na wodach międzynarodowych.
- Moira Davidson – Australijka, córka hodowcy bydła, znajoma Mary i Petera Jamesów, poproszona o zabijanie nudy Dwightowi Towersowi podczas pobytu w Australii, po przyjściu radioaktywnego pyłu popełnia samobójstwo, połykając tabletkę.
- John Osborne – Australijczyk, fizyk radiolog z Organizacji Badań Naukowych i Przemysłowych Wspólnoty Narodów, powinowaty Moiry Davidson; hobbystycznie pielęgnuje sportowe ferrari; zajmuje drugie miejsce w eliminacjach do Grand Prix Australii, a finał wygrywa. Popełnia samobójstwo w swoim ferrari, połykając tabletkę.

## Treść
- Rozdział 1: Peter Holmes dostaje nominację na oficera łączności na okręcie podwodnym „Skorpion” i zostaje zaznajomiony z planem pierwszego z dwóch rejsów (Cairns – Port Moresby – Darwin); rozmawia z kapitanem Dwightem Towersem, zaprasza go na weekend do siebie, gdzie przedstawia mu Moirę Davidson (poinstruowaną wcześniej, że ma zajmować czas kapitanowi); Towers pływa z Moirą żaglówką na zawodach, zajmując przedostatnie miejsce po wywrotce, podczas której Moira podrywa Towersa.
- Rozdział 2: okręt „Skorpion” odbywa próbny rejs, w którym uczestniczy radiolog John Osborne; Moira spędza czas z Towersem w Melbourne, między innymi kapitan oprowadza ją po „Skorpionie”; admirał David Hartman wręcza Holmesowi i Towersowi raport z rejsu po północnym Atlantyku okrętu podwodnego Stanów Zjednoczonych „Miecznik” („Miecznik” aktualnie dokuje w Rio de Janeiro).
- Rozdział 3: okręt „Skorpion” odbywa rejs wzdłuż wybrzeży Australii do miasta Darwin; Towers, Holmes i Osborne zapoznają się z raportem z „Miecznika” i próbują ustalić chronologię wojny; przypadek odry na pokładzie „Skorpiona” powoduje wzmożoną troskę Mary Holmes o córeczkę Jennifer po powrocie Petera; Towers spędza kolejny weekend u Holmesów i Moiry.
- Rozdział 4: Mary Holmes snuje plany o ogrodzie (efekty części z planów będą niemożliwe do zaobserwowania); w rozmowach między Towersem, Holmesami, Miorą i Osbornem pojawia się wątek dotyczący przekazu z okolic Seattle kodem Morse’a; Towers poznaje rodziców Moiry, spędzając na ich farmie kilka dni; Towers i Holmes zapoznają się z celem drugiego, dwumiesięcznego rejsu wzdłuż zachodniego wybrzeża Ameryki Północnej (celem jest weryfikacja teorii Jorgensena stanowiącej, że obfite deszcze i śniegi obniżyły ponadprzeciętnie radioaktywność w strefie subpolarnej na półkuli północnej), planując szczegóły.
- Rozdział 5: Holmes rozmawia z żoną o krokach, jakie powinna poczynić, gdyby podczas jego nieobecności chmura radioaktywna doszła do południowej Australii (zażyć tabletkę powodującą śmierć); dochodzi do kłótni przy wyjaśnianiu, jak uśpić Jennifer; Osborne testuje na ulicach swoje ferrari; admirał Hartman, Towers, Holmes i Osborne uczestniczą w konferencji ustalającej szczegóły trasy i cele rejsu (wyżej wymieniona weryfikacja teorii Jorgensena oraz poznanie przyczyny przekazu z okolic Seattle); Towers spotyka się z Moirą i planuje zabrać prezenty dla dzieci, co czyni.
- Rozdział 6: okręt „Skorpion” rozpoczyna rejs; zostaje dokonana obserwacja peryskopowa zgliszcz San Francisco; po obserwacji przez peryskop rodzinnego miasta Edmonds z okrętu ucieka chorąży Ralph Swain; sprawdzenia przyczyny otrzymywanych sygnałów na wyspę Santa Maria dokonuje wysłany porucznik Sunderstorm odziany w ochronny kombinezon i z zapasem tlenu na dwie godziny (przekaz powstawał przez oddziaływanie wiatru na specyficznie ułożone przedmioty); dowództwo spotyka Swaina łowiącego ryby i nawiązuje rozmowę; dopłynięcie do Alaski i pomiary radiologiczne obalają teorię Jorgensena.
- Rozdział 7: Towers po powrocie choruje na grypę, przebywając u Moiry i jej rodziców; odbywają się eliminacje do Grand Prix Australii, Osborne w eliminacjach zajmuje drugie miejsce i kwalifikuje się do finału.
- Rozdział 8: Holmesowie pielęgnują ogród; Towers pomaga Davidsonom w pracach na farmie, po czym jedzie z Moirą w góry łowić pstrągi; Osborne wygrywa Grand Prix Australii dzięki zachowawczej postawie.
- Rozdział 9: Gasną ostatnie nadzieje na przetrwanie; bohaterowie mają symptomy choroby popromiennej (wymioty, biegunka); popełniają samobójstwa, zażywając tabletkę rozdawaną w aptekach; Towers zatapia okręt na wodach międzynarodowych.

## Chronologia wojny (odtworzona z rozmów, wspomnień i domysłów bohaterów)
Albania rozpoczyna wojnę z Włochami, zrzucając bombę atomową na Neapol (bomby atomowe były tanie – „bomba uranowa kosztowała zaledwie 50000 funtów”). Spada bomba atomowa na Tel Awiw, Brytyjczycy i Amerykanie winą obarczają Egipt i przelatują nad Kairem. W odwecie Egipt wysyła samoloty (które kupił od Rosjan) nad Waszyngton i Londyn, zrzucając bomby atomowe; mylnie zinterpretowany nalot na stolice Wielkiej Brytanii i Stanów Zjednoczonych powoduje wypowiedzenie przez te dwa państwa (i całe NATO) wojny Związkowi Radzieckiemu. Do wojny dołączają się Chiny, „po prostu korzystając z okazji”, tj. próbując zagarnąć dla siebie ZSRR przez zrzucenie bomb kobaltowych (charakteryzujących się małym zasięgiem zanieczyszczania radioaktywnego i kilkuletnim zanikiem radioaktywności) na ośrodki przemysłowe i zajęcie najpierw nieskażonych części kraju, a po zaniku radioaktywności również ośrodków przemysłowych.
Zapisy sejsmiczne dowodzą, że użyto ponad 4700 bomb atomowych, w tym większość to bomby wodorowe.

## Adaptacje filmowe
- Ostatni brzeg (1959, reż. Stanley Kramer) z Gregorym Peckiem, Avą Gardner, Fredem Astaire’em i Anthonym Perkinsem w rolach głównych[1]
- Ostatni brzeg (2000, reż. Russell Mulcahy)